# Complexo Cachoeira do Prata
O Complexo Cachoeira do Prata fica localizado na cidade de Juscimeira, Mato Grosso. Ele foi tombado como Patrimônio Histórico e Artístico Estadual por sua importância natural. O local é conhecido na região Sul do Estado como ponto turístico, devido a sua beleza natural. O tombamento é de aproximadamente 63 km de curso d'água da Cachoeira do Prata até o Reservatório PCH São Lourenço. O tombamento implica que a Cachoeira do Prata passa a ser tutelada pela proteção especial do Poder Público Estadual, que velará para que os efeitos previstos em normas disciplinadoras sejam devidamente respeitados.
Em 2024, a Prefeitura de Juscimeira, junto ao Governo do Estado e Assembléia Legislativa, passou a desenvolver ações relativas ao turismo na cidade. Entre elas, reestruturar o complexo da Cachoeira do Prata com elaboração de um projeto para receber os visitantes ao local de forma adequada e sustentável.